# Annibale II Bentivoglio
Annibale II Bentivoglio (Bologna, 4 febbraio 1469 – Ferrara, 24 giugno 1540) è stato un condottiero italiano.

## Biografia

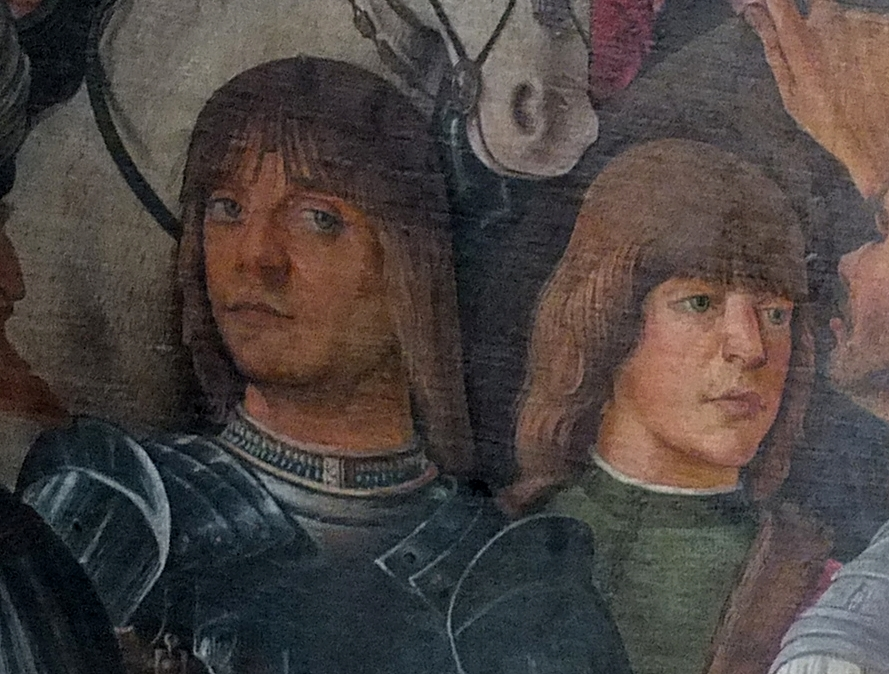
Annibale (il giovane sulla destra) ritratto insieme al padre Giovanni (a sinistra) nel Trionfo della Fama di Lorenzo Costa, Cappella Bentivoglio.

Era figlio di Giovanni II Bentivoglio e di Ginevra Sforza. Prese il nome dal nonno Annibale I Bentivoglio, assassinato nel 1445.
Crebbe a Bologna dove il padre era Gonfaloniere e aveva di fatto nelle mani il governo della città.
Venne armato cavaliere dal re Cristiano I di Danimarca nel 1474.
Dal 1478 al 1481 frequentò assiduamente Ferrara, accolto dal duca Ercole I d'Este, il quale gli diede in sposa la figlia naturale Lucrezia. Il matrimonio venne celebrato con grande sfarzo il 28 gennaio 1487 a Bologna.
Come condottiero di ventura, partecipò a varie battaglie ora a fianco dei fiorentini contro genovesi a Sarzana, ora appoggiando gli Sforza.
L'anno dopo però dovette affrontare a Bologna i tumulti provocati dalla congiura dei Malvezzi, famiglia bolognese nemica dei Bentivoglio.

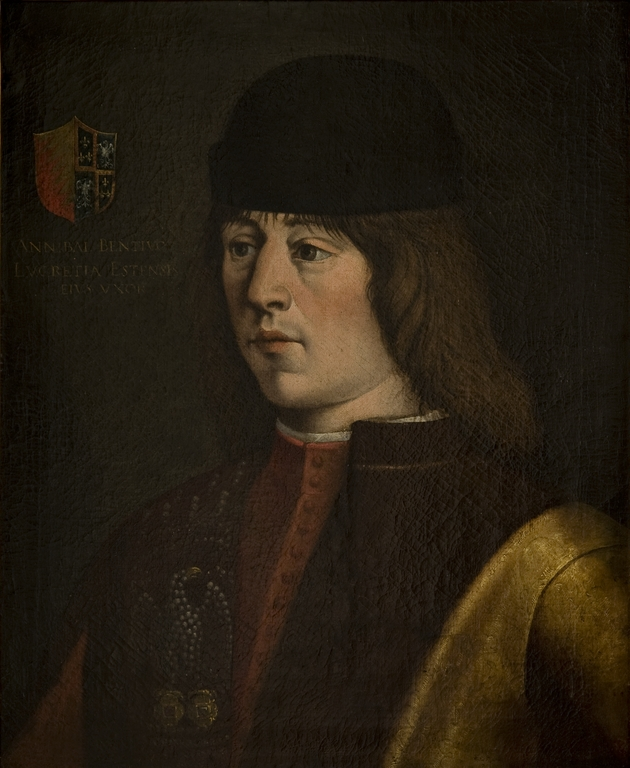
Copia parziale del ritratto di Annibale Bentivoglio nella Pala Bentivoglio di Lorenzo Costa nella Chiesa di San Giacomo Maggiore a Bologna. Sec. XVII (1650 - 1699).

Mandato dal padre, cercò di trovare un accordo con Cesare Borgia, in quel momento spalleggiato sia dai francesi che dagli spagnoli, che intendeva invadere Bologna: il figlio di papa Alessandro VI chiese ed ottenne Castel Bolognese. Parte integrante dei patti era l'accordo di far sposare Costanzo, figlio di Annibale, con una nipote del Papa. Nel 1503, alla morte di Alessandro VI, andò a Roma per chiederne al nuovo papa Pio III la restituzione.
Nel 1505, il da poco eletto papa Giulio II, deciso a riprendere il controllo dei possedimenti pontifici in Emilia-Romagna, mosse guerra ai signorotti locali, mettendosi egli stesso alla guida delle sue truppe. Pertanto, intimò ai Bentivoglio di abbandonare Bologna. Annibale trovò rifugio prima a Parma, poi a Ferrara e a Mantova, città che dovette lasciare quando il papa le punì con l'interdetto ecclesiastico per aver accolto il Bentivoglio. Il papa mise addirittura su lui e il fratello Ermes una taglia per la loro cattura.
Successivamente, riuscì a radunare un esercito cercando di riprendere il potere a Bologna, ma i bolognesi rimasero fedeli al Pontefice e Annibale fu messo in fuga. Nel 1511 ci riprovò, mettendo in piedi un'organizzazione migliore riguardo all'aspetto militare. Infatti, con l'aiuto dei francesi, riuscì a sconfiggere i veneziani e le truppe pontificie, riuscendo a conquistare il titolo di Signore di Bologna. A causa, però, del ripiegamento dei francesi e alla ribellione dei bolognesi, dovette definitivamente lasciare Bologna.
Morto Giulio II, tentò ancora una volta di riconquistare la città cercando il favore del nuovo papa Leone X. Negatagli la reintegrazione nella signoria di Bologna, cercò di organizzarsi militarmente ma senza successo.
Nel 1529 riuscì però, entrando a patti con i pontefici, a recuperare i beni della sua famiglia nel territorio bolognese. Si ritirò così a Ferrara, dove morì nel 1540. Sei anni prima l'imperatore Carlo V gli aveva conferito i feudi di Covo e di Antegnate. È sepolto nella chiesa di Santa Maria degli angeli a Ferrara.

## Discendenza
Annibale e Lucrezia ebbero numerosi figli:
- Costanzo (1489 - 1542), primogenito;
- Alfonso (1490 - ...), cavaliere;
- Cornelio, cameriere d'onore di Papa Clemente VII[8];
- Ferrante (... - prima del 1547), nominato protettore di Antegnate nel 1542[8];
- Lucrezia, monaca in S. Bernardino a Ferrara[8];
- Camilla (... - 1529), sposò Pirro Gonzaga, signore di Bozzolo;
- Ermes;
- Beatrice, sposò Giambattista Malvezzi;
- Bianca;
- Luigi;
- Maura, monaca in S. Vincenzo a Mantova[8];
- Ginevra (battezzata il 13 agosto 1496[8] - ...), sposò Guido da Correggio e poi Costanzo Vistorini;
- Ercole (1507 - 1573).

Ebbe inoltre un figlio naturale:
- Alessandro.

## Ascendenza
|                         |                        |                                 | Genitori            |  |  | Nonni |  |  | Bisnonni                   |  |  | Trisnonni              |  |
|                         |                        |                                 |                     |  |  |       |  |  | Anton Galeazzo Bentivoglio |  |  | Giovanni I Bentivoglio |  |
|                         |                        |                                 |                     |  |  |       |  |  | Anton Galeazzo Bentivoglio |  |  | Giovanni I Bentivoglio |  |
|                         |                        | Elisabetta da Castel San Pietro |                     |  |  |       |  |  | Anton Galeazzo Bentivoglio |  |  |                        |  |
| Annibale I Bentivoglio  |                        |                                 |                     |  |  |       |  |  | Anton Galeazzo Bentivoglio |  |  |                        |  |
|                         |                        | Francesca Gozzadini             | Gozzadino Gozzadini |  |  |       |  |  |                            |  |  |                        |  |
|                         |                        | Francesca Gozzadini             | Gozzadino Gozzadini |  |  |       |  |  |                            |  |  |                        |  |
|                         |                        | Francesca Gozzadini             | Costanza Scappi     |  |  |       |  |  |                            |  |  |                        |  |
| Giovanni II Bentivoglio |                        | Francesca Gozzadini             |                     |  |  |       |  |  |                            |  |  |                        |  |
|                         |                        | Lancillotto Visconti            | Bernabò Visconti    |  |  |       |  |  |                            |  |  |                        |  |
|                         |                        | Lancillotto Visconti            | Bernabò Visconti    |  |  |       |  |  |                            |  |  |                        |  |
|                         |                        | Lancillotto Visconti            | Donnina Porro       |  |  |       |  |  |                            |  |  |                        |  |
| Donnina Visconti        |                        | Lancillotto Visconti            |                     |  |  |       |  |  |                            |  |  |                        |  |
|                         |                        | …                               | …                   |  |  |       |  |  |                            |  |  |                        |  |
|                         |                        | …                               | …                   |  |  |       |  |  |                            |  |  |                        |  |
|                         |                        | …                               | …                   |  |  |       |  |  |                            |  |  |                        |  |
| Annibale II Bentivoglio |                        | …                               |                     |  |  |       |  |  |                            |  |  |                        |  |
|                         | Muzio Attendolo Sforza | Giovanni Attendolo              |                     |  |  |       |  |  |                            |  |  |                        |  |
|                         | Muzio Attendolo Sforza | Giovanni Attendolo              |                     |  |  |       |  |  |                            |  |  |                        |  |
|                         | Muzio Attendolo Sforza | Elisa Petraccini                |                     |  |  |       |  |  |                            |  |  |                        |  |
| Alessandro Sforza       | Muzio Attendolo Sforza |                                 |                     |  |  |       |  |  |                            |  |  |                        |  |
|                         |                        | Lucia Terzani                   | …                   |  |  |       |  |  |                            |  |  |                        |  |
|                         |                        | Lucia Terzani                   | …                   |  |  |       |  |  |                            |  |  |                        |  |
|                         |                        | Lucia Terzani                   | …                   |  |  |       |  |  |                            |  |  |                        |  |
| Ginevra Sforza          |                        | Lucia Terzani                   |                     |  |  |       |  |  |                            |  |  |                        |  |
|                         |                        | …                               | …                   |  |  |       |  |  |                            |  |  |                        |  |
|                         |                        | …                               | …                   |  |  |       |  |  |                            |  |  |                        |  |
|                         |                        | …                               | …                   |  |  |       |  |  |                            |  |  |                        |  |
| …                       |                        | …                               |                     |  |  |       |  |  |                            |  |  |                        |  |
|                         |                        | …                               | …                   |  |  |       |  |  |                            |  |  |                        |  |
|                         |                        | …                               | …                   |  |  |       |  |  |                            |  |  |                        |  |
|                         |                        | …                               | …                   |  |  |       |  |  |                            |  |  |                        |  |
|                         |                        | …                               |                     |  |  |       |  |  |                            |  |  |                        |  |